# Eau de coco
L'eau de coco ou jus de coco est le liquide présent dans la noix de coco. Il est parfois confondu avec le lait de coco.
L'eau de coco sert de réserve d'eau douce au germe du cocotier qui se développe en produisant à l'intérieur de la noix un réseau capillaire, base de son futur système racinaire.
Lorsque le fruit est vert, l'eau qu'il contient est consommée comme une boisson rafraîchissante. Après stockage dans un bac réfrigéré, la noix est ouverte au bout « tige » de trois coups de machette découpant un couvercle. Les fruits destinés à cet usage sont sélectionnés en fonction de leur poids et agités près de l'oreille pour vérifier la présence de liquide.

## Utilisations

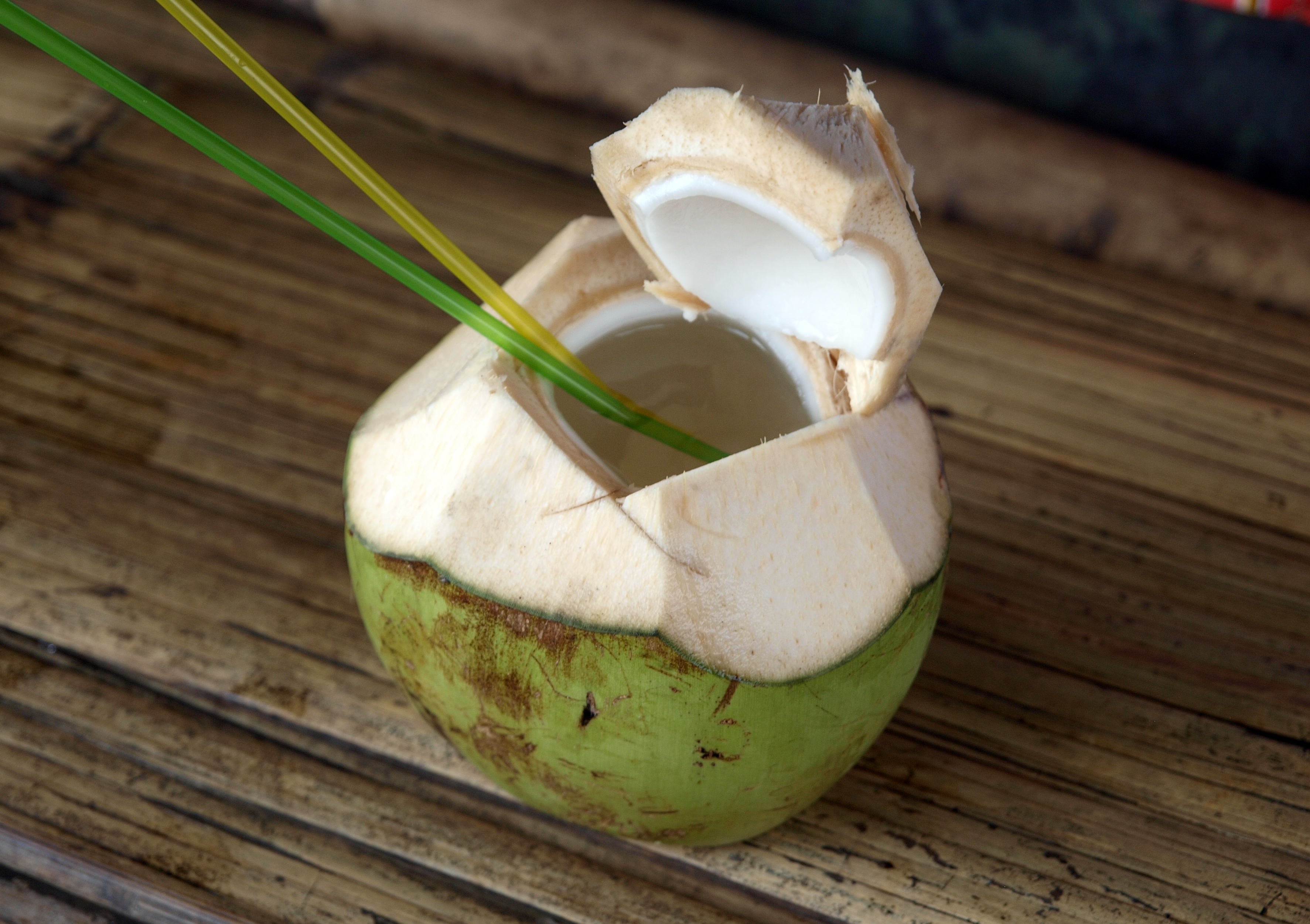
Noix de coco verte ouverte. Eau de coco prête à être bue.

L'eau de coco est très appréciée comme boisson désaltérante dans tous les pays tropicaux où l'on trouve des noix de coco.
Elle contiendrait entre autres des cytokinines, des auxines, des leucoanthocyanines et des enzymes bioactifs (phosphatase acide, catalase, déshydrogénase, diastase, peroxydase, polymérases, etc.).
Ses caractéristiques isotoniques, organoleptiques et d'un haut pouvoir nutritionnel intéressent fortement les sportifs comme boisson naturelle de l'effort, mais tous les procédés classiques (UHT par exemple) pour transformer ce produit en boisson exportable détruisent ces propriétés. Elle présente des propriétés antioxydantes.
La FAO a mis au point une technique de microfiltration et de conservation froide brevetée gardant les qualités du produit pendant une vingtaine de jours permettant son exportation. Ce même procédé fait l'objet d'un développement à bas coût pour l'usage des vendeurs de rues, l'objectif étant de réduire les frais de transport et les déchets urbains (les coques abandonnées sur les lieux de consommation). Un livret de compétence de la chaîne de transformation complète est mis à disposition par la FAO, détaillant la culture, le choix des variétés, la période et la méthode de cueillette, le transport, la transformation et la vente aux consommateurs.
Naturellement fermentée, elle donne un vin de palme. Après l'ajout de ferments spécifiques, l'eau de coco forme un produit consommable nommé nata de coco, gélatineux et translucide.

### Risques
Exceptionnellement, une consommation excessive d'eau de coco (plusieurs litres) peut conduire à un excès de potassium dans le sang (hyperkaliémie), qui peut aboutir à une défaillance rénale, une arythmie cardiaque, une perte de conscience et éventuellement à la mort,. Le taux de potassium correspondant à une dose de 100 ml n'est que de 2 à 7 % de la dose quotidienne recommandée.

### Utilisation médicale
L'eau de jeunes noix de coco :
- est recommandée comme liquide de réhydratation chez des patients victimes de diarrhées[6],[7],[8], en Inde notamment[9] ;
- elle a été utilisée, dans des conditions d'isolement ne permettant pas l'accès à des soins médicaux suffisants, comme solution sucrée en injection intraveineuse[10]. C'est un liquide stérile, proche du profil d'électrolyte du plasma sanguin et des solutions d’électrolytes produites par les laboratoires pharmaceutiques[11],[12]. Ce type d'utilisation est rapporté au cours des guerres du XXe siècle en milieu tropical, aux îles Salomon[10], et par un médecin en Polynésie française pour réhydrater avec succès un grand brûlé de l'île de Tubuai.